# Enrique Reynosa
Enrique Reynosa, fils du parrain Luciano Reynosa Pérez, est un trafiquant d'armes et de drogues espagnol. Il est, depuis 2008 à la suite de la mort de son père, le chef du puissant Cartel de Sinaloa.

## Biographie
Il serait à l'origine de ce que l'on appellerait la 'Alianza de Sangre': l'union des Cartel de Sinaloa, du Cartel du Golfe et de La Familia Michoacana protégés par le MS-13 .
Il aurait a son actif, des dizaines d'homicides et d'actes de torture commis sur des rivaux et parfois des alliés. Selon les autorités, il est extrêmement violent et terriblement efficace.
Ses principaux alliés seraient Luis Valencia Valencia présumé chef du Cartel de Milenio, José de Jesus Amezcua Contreras présumé chef du Cartel de Colima (en), Antonio Carlos Beirão Paulino présumé chef du Cartel de Sinaloa au Portugal et Joaquín Guzmán, Juan José Esparragoza Moreno et Ismael Zambada García présumés chefs du Cartel de Sinaloa au Mexique.
Enrique Reynosa est recherché par les gouvernements du Mexique, des États-Unis et Interpol, la récompense promise est de l'ordre du million de dollars à toute personne qui détiendrait des informations susceptibles de servir à sa capture.